# Munduapo (Venezuela)
Pour les articles homonymes, voir Munduapo.
Munduapo est la capitale de la paroisse civile de Munduapo dans la municipalité d'Autana dans l'État d'Amazonas au Venezuela.